# 撒切尔效应

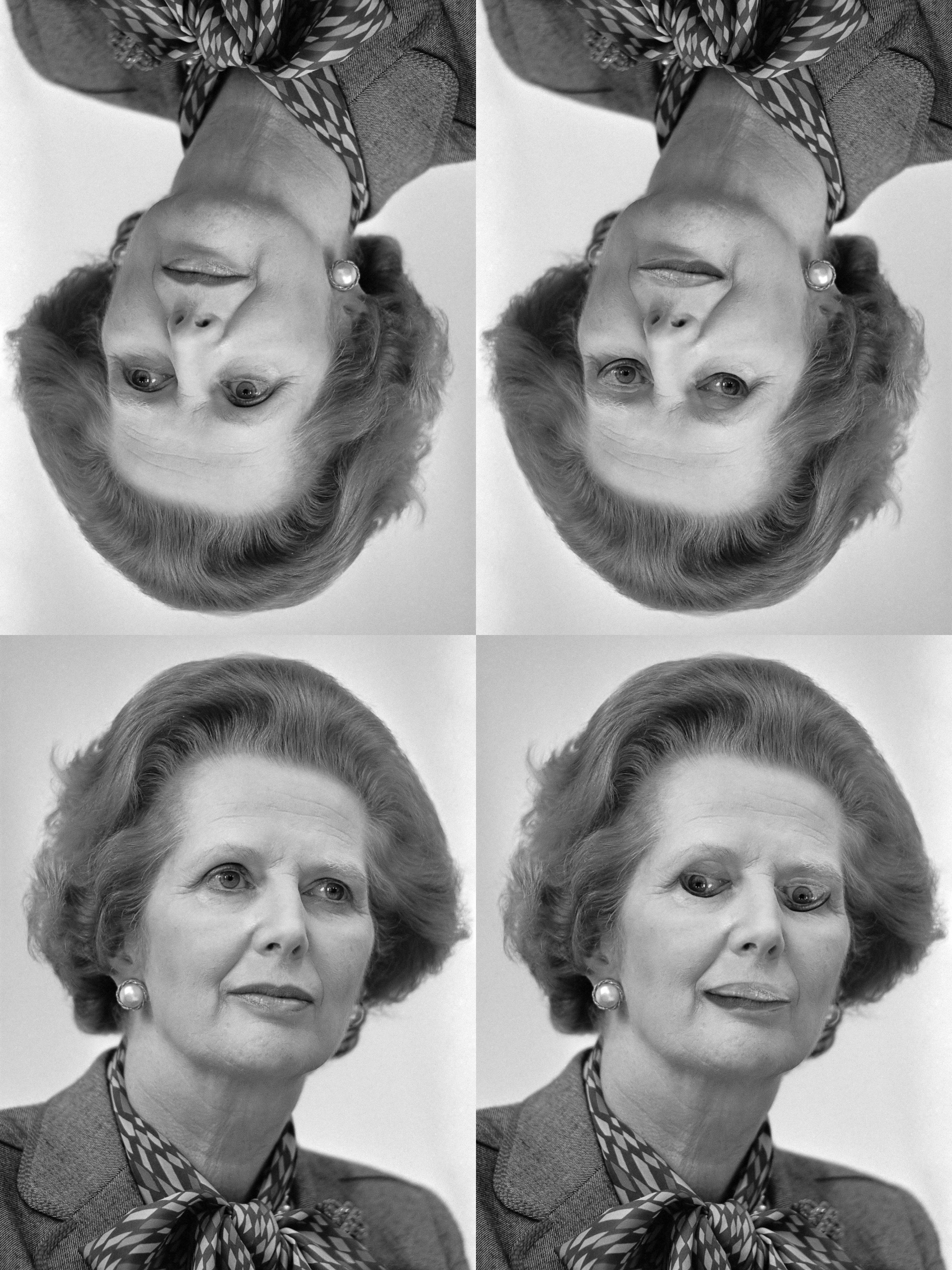
撒切尔效应，此处以玛格丽特·撒切尔的照片展示。两张倒置的图像表面上看都像是正确的面孔。然而，当这些图像被旋转过来时，就会发现右边的面孔的眼睛和嘴巴是颠倒的。

撒切尔效应，也叫撒切尔错觉是这样一种现象：在倒着的脸上的一些局部特征的变化很难被人发现，而这样的变化如果发生在正立的脸上则非常明显。名字来源于英国首相玛格丽特·撒切尔，她的脸据称最具有这样的特征。这是由彼得·汤普森首先提出的。